# 35Y busz (Debrecen)
A debreceni 35Y jelzésű autóbusz a Segner tér és a Felsőjózsai utca között közlekedik. Útvonala során érinti a belvárost, Helyközi autóbusz-állomást, Segner teret, Diószegi Sámuel Közép- és Szakképző iskolát, Agrár Tudományi Centrumot és az Árpád Vezér Általános Iskolát.

## Története
2004-ben indult el, mint a 35-ös busz egyik betétjárata, viszont hamar alapjárattá nőtte ki magát. Csak hétköznap délután közlekedett. A józsai hurkot a 35-össel ellentétesen tette meg. 2006-ban volt terv a 35-össel való összevonásról, azaz minden 35-ös és 35Y járat 35-ös jelzéssel közlekedett volna a 35Y útvonalán két reggeli járat kivételével, melyek továbbra is a addigi útvonalon közlekedtek volna szintén 35-ös jelzéssel. A menetrend változtatásban érintett vonalak közé is felkerült, viszont az utolsó pillanatban ezt elvetették több más változással együtt. A józsai járatok egészen 2009-ig szakaszhatárosak voltak, így a Böszörményi úti iskola (mai Árpád Vezér Általános Iskola) megállóhelyről csak összvonalas bérlettel, vagy újabb vonaljegy lyukasztásával lehetett tovább utazni. A 2009. július 1-jei szolgáltatóváltáskor a Józsai járatokat összevonták a 28-as busszal. Innentől kezdve a belső végállomás a Dobozi lakótelep lett. A végállomás annyira zsúfolt lett, hogy július 20-ától egy új megállóhelyet helyeztek üzembe. Sok panasz érte ekkoriban a józsai járatokra mivel a Dobozi lakótelep megállóhelyen le kellett szállni, és a következő két megállóhely mellett lévő iskolába csak egy másik buszra való felszállással lehetett eljutni. 2010. július 12-től a légszennyezésre hivatkozva a Segner térig rövidítették. A Segner tértől a Dobozi lakótelepre a 2D, 3E és 4-es trolibusszal lehetett eljutni. A józsaiak így már nem tudták közvetlenül elérni a belvárost, így a járat meghosszabbítottását kérték a DKV-tól. Egy hónap múlva augusztus 16-án a járatot meghosszabbították, viszont a Dobozi lakótelep helyett már a Nagyállomásig közlekedett csak hétköznap csúcsidőben. Csúcsodőn kívül és hétvégén az A jelzésű betétjáratok közlekedtek a Segner térig. A 2-es villamos 2014-es elindulásával az összes járat csak a Segner térig közlekedik. Ettől kezdve van egy kis is hurok a vonalban. Ennek az volt a célja, hogy a Távolsági buszpályaudvart is elérhessék az utasok átszállás nélkül. Ezzel egyidejűleg a betétjáratok megszűntek a 36Y kivételével.

## Járművek
A viszonylaton Alfa Cívis 18 típusú csuklós buszok közlekednek.

## Útvonala
| Év        | Végállomások                        | Útvonal oda | Útvonal vissza |
| --------- | ----------------------------------- | --- | --- |
| 2004-2009 | Segner tér – Felsőjózsai utca       | Pesti utca – Böszörményi út – – Harmat utca – Gönczy Pál utca | Sillye Gábor utca – Harmat utca – – Böszörményi út – Pesti utca |
| 2009-2010 | Dobozi lakótelep – Felsőjózsai utca | Víztorony utca – Ótemető utca – Rakovszky Dániel utca – Faraktár utca – Kossuth utca – Széchenyi utca – Nyugati utca – Segner tér – Pesti utca – Böszörményi út – – Harmat utca – Szentgyörgyfalvi út – Gönczy Pál utca | Sillye Gábor utca – Szentgyörgyfalvi út – – Böszörményi út – Pesti utca – Segner tér – Nyugati utca – Széchenyi utca – Kossuth utca – Faraktár utca – Rakovszky Dániel utca – Víztorony utca |
| 2010      | Segner tér – Felsőjózsai utca       | Pesti utca – Böszörményi út – – Harmat utca – Szentgyörgyfalvi út – Gönczy Pál utca | Sillye Gábor utca – Szentgyörgyfalvi út – – Böszörményi út – Pesti utca |
| 2010-2014 | Nagyállomás – Felsőjózsai utca      | Piac utca – Széchenyi utca – Nyugati utca – Segner tér Pesti utca – Böszörményi út – – Harmat utca – Szentgyörgyfalvi út – Gönczy Pál utca                                                                              | Sillye Gábor utca – Szentgyörgyfalvi út – – Böszörményi út – Pesti utca – Segner tér – Nyugati utca – Széchenyi utca – Piac utca                                                             |
| 2014-től  | Segner tér – Felsőjózsai utca       | Hatvan utca – Tisza István utca – Széchenyi utca – Nyugati utca – Segner tér – Pesti utca – Böszörményi út – – Harmat utca – Szentgyörgyfalvi út – Gönczy Pál utca                                                      | Sillye Gábor utca – Szentgyörgyfalvi út – – Böszörményi út – Pesti utca – Segner tér – Nyugati utca – Széchenyi utca – Tisza István utca – Hatvan utca                                       |

## Megállóhelyei
Az átszállási kapcsolatok között az azonos útvonalon, de a felsőjózsai kört ellenkező irányban körbe járó 35-ös busz nincsen feltüntetve.
| 0  | Segner tér végállomás                    | 30 | 3, 3A, 4, 5, 5A 10, 10A, 10Y, 11, 13, 14, 17, 17A, 24, 24Y, 25, 25Y, 33E, 33, 34, 35E, 36, 42, 42A, 45, 46, 46E, 46H, 49, 49Y, 125, 125Y, 146, A1 Helyközi buszok |
| 1  | Hatvan utca                              | 29 | 10, 10A, 10Y, 13, 14, 22, 22Y, 24, 24Y, 33, 34, 36 |
| 2  | Széchenyi utca (↓) Tisza István utca (↑) | 28 | 3, 3A, 4 19, 25, 25Y, 34, 36, 41, 41Y, 42, 42A, 45, 125, 125Y, A1                                                                                                 |
| 3  | Helyközi autóbusz-állomás                | 27 | 3, 3A, 4, 5, 5A 10, 10A, 10Y, 14, 19, 25, 25Y, 34, 36, 41, 41Y, 42, 42A, 45, 46, 46E, 46H, 125, 125Y, 146, A1 Helyközi buszok                                     |
| 4  | Segner tér                               | 25 | 3, 3A, 4, 5, 5A 10, 10A, 10Y, 11, 13, 14, 17, 17A, 24, 24Y, 25, 25Y, 33, 33E, 34, 35E, 36, 42, 42A, 45, 46, 46E, 46H, 49, 49Y, 125, 125Y, 146, A1 Helyközi buszok |
| 6  | Pesti utca                               | 23 | 11, 12, 14, 22, 22Y, 24, 24Y, 33E, 34, 35E, 36, 36E, 42, 42A, 43                                                                                                  |
| 8  | Alföldi Nyomda                           | ∫  | 15, 15Y, 22, 22Y, 34, 36 Helyközi buszok |
| 9  | Tűzoltóság                               | 21 | 15, 15Y, 22, 22Y, 24, 24Y, 34, 36 |
| 10 | Füredi út                                | 02 | 15, 15Y, 21, 22, 22Y, 24, 24Y, 33, 33E, 34, 35E, 36, 36E, A1 Helyközi buszok                                                                                      |
| 11 | Kertváros                                | 18 | 15, 15Y, 22, 22Y, 24, 24Y, 34, 36 |
| 13 | Agrártudományi Centrum                   | 16 | 15, 15Y, 22, 22Y, 24, 24Y, 34, 36, 36E Helyközi buszok |
| 15 | Békessy Béla utca                        | 15 | 15, 15Y, 22, 24, 24Y, 34, 36 |
| 16 | Árpád Vezér Általános Iskola             | 13 | 2 10, 10A, 10Y, 11, 15, 15Y, 22, 24, 34, 35E, 36, 36E, 36Y, 50 Helyközi buszok                                                                                    |
| 17 | Branyiszkó utca                          | 11 | 34, 36, 36Y |
| 18 | Lóverseny utca (↓) Úrrétje utca (↑)      | 10 | 34, 36, 36Y |
| 19 | Hangyás utca                             | 9  | 34, 36, 36Y |
| 21 | Agrárgazdaság                            | 7  | 34, 36, 36Y Helyközi buszok |
| 22 | Harstein kertek                          | 6  | 34, 36, 36Y |
| 23 | 35-ös út                                 | 5  | 34, 36, 36Y |
| ∫  | Harmat utca                              | 3  | 35E |
|    | Sillye Gábor utca                        | 2  | 35E |
|    | Barátság utca                            | 1  | 35E |
| 25 | Szirom utca                              | ∫  | |
| 27 | Rózsás Csárda                            | ∫  | 34, 35E, 36, 36E, 36Y Helyközi buszok |
| 29 | Gönczy Pál Általános Iskola              | ∫  | 35E |
| 31 | Pál utca                                 | ∫  | 35E |
| 33 | Felsőjózsai utca végállomás              | 0  | 34, 35E |

## Járatsűrűség
A 35Y busz csak délután közlekedik, délelőtt a hasonló útvonalon járó 35-ös busszal lehet közlekedni.
Pontos indulási idők itt.